# Adekunle Adejuyigbé
Adekunle « Nodash » Adejuyigbe est un réalisateur, producteur de cinéma, directeur de la photographie et monteur nigérian. Il est reconnu comme l'un des artisans majeurs du renouveau du cinéma nigérian, souvent désigné sous le nom de « New Nigerian Cinema ».

## Biographie
Adekunle Adejuyigbe commence sa carrière dans une chaîne de télévision nigériane, où il travaille comme producteur, scénariste et réalisateur d’émissions et de documentaires. Il devient ensuite directeur créatif et responsable de la production avant de fonder sa propre société de production, Something Unusual Studios.
Il est également à l'origine de The Elite Film Team, une équipe technique spécialisée dans les productions cinématographiques de haut niveau, reconnue pour sa conformité aux standards internationaux.

### Carrière
En 2018, il écrit, réalise et produit le film The Delivery Boy, salué par la critique et projeté sur quatre continents. Le film remporte le prix du meilleur film nigérian au Africa International Film Festival (AFRIFF).
Il a également travaillé comme directeur de la photographie sur plusieurs films à succès, notamment Isoken, The Bridge et Fifty.

## Distinctions
- 2011 : Meilleur montage – The Young Smoker – Nigerian Movie Awards[4]
- 2011 : Meilleur monteur – IN Short International Film Festival (en collaboration avec le Goethe-Institut)[5]
- 2011 : Meilleur directeur de la photographie et meilleur monteur – Nigerian Music Video Awards
- 2013 : Meilleur montage – Journey to Self – Nollywood Movies Awards[6]
- 2015 : Sélectionné parmi les 21 cinéastes mondiaux pour la Master Class du Festival international du film de Berlin (Berlinale Talents)[7]

## Filmographie

### Réalisateur
- 2016 : Gidi Up (saison 3)
- 2018 : The Delivery Boy
- 2021 : One Night Stand
- 2025 : Olùmòtàn: Stories We Are Not Supposed to Tell

### Directeur de la photographie
- 2013 : Journey to Self
- 2015 : Fifty
- 2015 : The Encounter
- 2015 : Ireti
- 2017 : Isoken
- 2017 : The Bridge
- 2017 : The Tribunal
- 2019 : Mokalik, Love Is War, Tenant of the House
- 2020 : Who's the Boss, The New Normal
- 2021 : Cordelia